# Cerobothrium ptahi
Cerobothrium ptahi är en tvåvingeart som beskrevs av Frey 1958. Cerobothrium ptahi ingår i släktet Cerobothrium och familjen vattenflugor. Inga underarter finns listade i Catalogue of Life.